# Diocesi di Kotido
La diocesi di Kotido (in latino Dioecesis Kotidoensis) è una sede della Chiesa cattolica in Uganda suffraganea dell'arcidiocesi di Tororo. Nel 2021 contava 202.380 battezzati su 536.042 abitanti. È retta dal vescovo Dominic Eibu, M.C.C.I.

## Territorio
La diocesi comprende i distretti di Kaabong, Kotido e Abim nella regione Settentrionale dell'Uganda.
Sede vescovile è la città di Kotido, dove si trova la cattedrale del Buon Pastore.
Il territorio è suddiviso in 10 parrocchie.

## Storia
La diocesi è stata eretta il 20 maggio 1991 con la bolla Florem Africanae di papa Giovanni Paolo II, ricavandone il territorio dalla diocesi di Moroto.
Originariamente suffraganea dell'arcidiocesi di Kampala, il 2 gennaio 1999 è entrata a far parte della provincia ecclesiastica di Tororo.

## Cronotassi dei vescovi
Si omettono i periodi di sede vacante non superiori ai 2 anni o non storicamente accertati.
- Denis Kiwanuka Lote † (20 maggio 1991 - 27 giugno 2007 nominato arcivescovo di Tororo)
  - Sede vacante (2007-2009)
- Giuseppe Filippi, M.C.C.I. (17 agosto 2009 - 25 ottobre 2022 ritirato)
- Dominic Eibu, M.C.C.I., dal 25 ottobre 2022

## Statistiche
La diocesi nel 2021 su una popolazione di 536.042 persone contava 202.380 battezzati, corrispondenti al 37,8% del totale.
| anno | popolazione | popolazione | popolazione | presbiteri | presbiteri | presbiteri | presbiteri                | diaconi | religiosi | religiosi | parrocchie |
| anno | battezzati  | totale      | %           | numero     | secolari   | regolari   | battezzati per presbitero | diaconi | uomini    | donne     | parrocchie |
| ---- | ----------- | ----------- | ----------- | ---------- | ---------- | ---------- | ------------------------- | ------- | --------- | --------- | ---------- |
| 1999 | 101.558     | 234.000     | 43,4        | 22         | 6          | 16         | 4.616                     |         | 21        | 26        | 9          |
| 2000 | 107.000     | 234.000     | 45,7        | 23         | 9          | 14         | 4.652                     |         | 18        | 24        | 9          |
| 2001 | 110.907     | 241.000     | 46,0        | 21         | 8          | 13         | 5.281                     |         | 17        | 26        | 9          |
| 2002 | 114.232     | 259.629     | 44,0        | 23         | 10         | 13         | 4.966                     |         | 16        | 24        | 9          |
| 2003 | 117.647     | 602.003     | 19,5        | 22         | 12         | 10         | 5.347                     |         | 13        | 25        | 9          |
| 2004 | 130.150     | 283.640     | 45,9        | 21         | 11         | 10         | 6.197                     |         | 13        | 30        | 9          |
| 2007 | 130.475     | 305.000     | 42,3        | 20         | 10         | 10         | 6.523                     |         | 12        | 32        | 9          |
| 2013 | 173.460     | 383.000     | 45,3        | 25         | 16         | 9          | 6.938                     |         | 11        | 34        | 10         |
| 2016 | 169.215     | 460.418     | 36,8        | 24         | 15         | 9          | 7.050                     |         | 9         | 36        | 10         |
| 2019 | 193.010     | 499.442     | 38,6        | 30         | 18         | 12         | 6.433                     |         | 13        | 32        | 10         |
| 2021 | 202.380     | 536.042     | 37,8        | 27         | 18         | 9          | 7.495                     |         | 9         | 31        | 10         |